# Fenioux (Charente Marítimo)
 Fenioux  es una población y comuna francesa, situada en la región de Poitou-Charentes, departamento de Charente Marítimo, en el distrito de Saint-Jean-d'Angély y cantón de Saint-Savinien.
Destacan en la población la iglesia, del siglo XII, con una bella portada, y una particular construcción de estilo Románico, llamada "Linterna de los muertos", especie de torre que preside el antiguo cementerio cuyo uso y simbología no dejan de resultar llamativos y misteriosos.

## Demografía
| 132 | 122 | 116 | 134 | 133 | 124 |
| Para los censos de 1962 a 1999 la población legal corresponde a la población sin duplicidades (Fuente: INSEE [Consultar]) |     |     |     |     |     |